# Ваду Вежеј (Јаши)
Ваду Вежеј (рум. Vadu Vejei) насеље је у Румунији у округу Јаши у општини Цибана. Oпштина се налази на надморској висини од 206 m.

## Становништво
Према подацима из 2002. године у насељу је живело 333 становника, од којих су сви румунске националности.